# Kay van der Aa Kühle
Kay van der Aa Kühle (25. juni 1877 – 18. april 1925) var en dansk filminstruktør og filmproducer, der arbejdede fra 1912 til 1919. Fra 1909 til 1914 var han gift med Lily van der Aa Kühle, også kendt som Lilli von Kohl (født Laura Louise Henriette von Kohl).

## Filmografi
Som instruktør
- Zigeunerorkestret (1912)
- Balloneksplosionen (1913)
- Guldhornene (1914)
- Den grimme Ælling (1914)
- Pigen fra Hidalgo-Fyret (1914)
- Nattens Datter (1915)
- Et Hjerte af Guld (1916)
- Nattens Datter II (1916)
- Nattens Datter III (1917)
- Søstrene Morelli (1917)
- Nattens Datter IV (1917)
- Panopta I (1918)
- Panopta II (1918)
- Panopta III (1919)
- Panopta IV (1919)